# コナー・グリフィン
コナー・グリフィン（Konnor Griffin, 2006年4月24日 - ）は、アメリカ合衆国ミシシッピ州ランキン郡フローレンス出身のプロ野球選手（内野手、外野手）。右投右打。

## 経歴
高校時代の2023年に打者として打率.571、8本塁打、19盗塁、投手として7勝1敗、防御率1.38を記録した。
その後学年変更して卒業を1年早め、ルイジアナ州立大学へ進学予定であることを発表した。